# 巴伊昂里维耶尔
巴伊昂里维耶尔（法語：Bailly-en-Rivière，法語發音：[baji ɑ̃ ʁivjɛʁ]）是法国滨海塞纳省的一个市镇，属于迪耶普区。

## 地理
巴伊昂里维耶尔（49°54'45"N, 1°20'10"E）面积20.06 平方千米，位于法国诺曼底大区滨海塞纳省，该省份为法国北部沿海省份，其西部及北部濒大西洋英吉利海峡，东起顺时针与索姆省、瓦兹省、厄尔省和卡爾瓦多斯省接壤。
与巴伊昂里维耶尔接壤的市镇（或旧市镇、城区）包括：阿韦讷昂瓦勒、耶尔河畔屈韦维尔、杜夫朗、圣马丹勒加亚尔、圣旺苏巴伊、珀蒂科。
巴伊昂里维耶尔的时区为UTC+01:00、UTC+02:00（夏令时）。

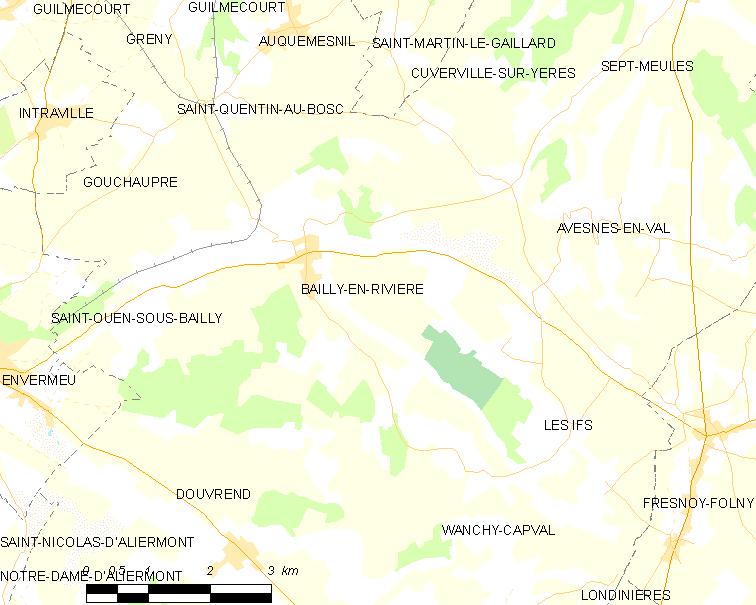
巴伊昂里维耶尔的OSM定位图

## 行政
巴伊昂里维耶尔的邮政编码为76630，INSEE市镇编码为76054。

## 政治
巴伊昂里维耶尔所属的省级选区为迪耶普第二县。

## 人口

1962-2008年间巴伊昂里维耶尔人口变化图示

巴伊昂里维耶尔于2022年1月1日时的人口数量为514人。